# Livet i 8 bitar
Livet i 8 bitar är en svensk komedi  regisserad av Jonathan Metzger. Den hade biopremiär den 27 september 2002, och släpptes på DVD och VHS 9 april 2003.

## Handling
J är en judisk stockholmare som borde lägga mer tid åt sina studier vid KTH och sin flickvän Lina. Istället ägnar sig J åt att spela TV-spel, det klassiska 8-bitars Nintendo Entertainment System. Lina klagar över hans prioriteringar, men slutar klaga när J går in för en vadslagning: J ska vinna VM i Nintendo och göra dem rika. Om J förlorar vadslagningen får han aldrig mer röra ett TV-spel för resten av sitt liv. Tävlingen hålls i Los Angeles, USA med en prissumma på 100 000 dollar. J lyckas kvalificera sig till tävlingen, men det dyker upp fler problem. För att han ska kunna delta i tävlingen måste J ta sig till USA samma kväll som sederafton, den judiska högtidsmåltiden vid Pesach, ska hållas. J bestämmer sig för att både hinna med påskfirandet och VM, men detta visar sig vara en stor utmaning.
Historien om detta berättas av J själv, från en sjukhussal där han ligger efter att ha förlorat sin högra hand. Hans medpatienter i rummet tycks inte ha något tålamod med berättelsen och klagar ständigt med att han inte kommer någon vart i berättelsen. J har det inte lätt med att förklara vad som egentligen hänt med hans hand och börjar ständigt om sin berättelse. Under filmen får man följa såväl J:s barndom som Lennarts, J:s elake far, spelad av Kjell Bergqvist.

## Medverkande i urval
- Sunil Munshi - J
- Malin Larsson - Lina
- Kjell Bergqvist - Lennart
- Jan Malmsjö - Chaim
- Bojan Westin - Shosha
- Eva Dahlman - Lotta
- Rebecka Englund - Eva
- Jessica Zandén - Simone
- Tomas Norström - Stig
- Björn Granath - Ove
- David Batra - Närbutiksbiträde
- Nils Moritz - Herman
- Staffan Westerberg - Psykolog
- Patrik Larsson - Brevbärare